# 페르마의 소정리
수론에서 페르마의 소정리(Fermat小定理, 영어: Fermat’s little theorem)는 어떤 수가 소수일 간단한 필요 조건에 대한 정리이다. 추상적으로, 소수 크기의 유한체 위의 프로베니우스 사상이 항등 함수임을 의미한다.

## 정의
{\displaystyle p}가 소수이고, {\displaystyle a}가 정수라고 하자. 페르마의 소정리에 따르면, 법 {\displaystyle p}에서 {\displaystyle a^{p}}와 {\displaystyle a}는 서로 합동이다.
{\displaystyle a^{p}\equiv a{\pmod {p}}}
위 식은 {\displaystyle p\mid a}일 때 자명하게 성립한다. 만약 {\displaystyle p\nmid a}일 경우, 양변을 약분하여 다음과 같이 쓸 수 있다.
{\displaystyle a^{p-1}\equiv 1{\pmod {p}}\qquad (a\neq 0)}
이는 모든 소수가 만족시키는 필요조건이지만, 충분조건이 아니다. 즉, 페르마의 소정리에 나타난 합동식을 만족하는 수가 반드시 소수가 되지는 않는다.
{\displaystyle a^{b-1}\equiv 1{\pmod {b}}}
를 만족하면서 소수가 아닌 {\displaystyle b}를, {\displaystyle a}를 밑수로 하는  카마이클 수라고 부른다.

## 역사
피에르 드 페르마의 이름이 붙어 있지만, 페르마는 이 정리를 언급했을 뿐, 정확한 증명을 제시하지는 않았다. 현재 기록상 남아 있는 증명 가운데 최초는 고트프리트 라이프니츠의 것이다.

## 증명
페르마의 소정리를 증명하는 방법은 여러 가지가 있을 수 있지만, 가장 쉬운 방법으로 합동식을 이용하는 방법이 있다. 그 증명 방법을 나타내면 다음과 같다.
1. {\displaystyle a}와 서로소인 소수 {\displaystyle p}에 대해 {\displaystyle a,\ 2a,\ 3a,\ \cdots \ ,\ (p-1)a}인 {\displaystyle p-1}개의 수를 살펴보자. 이 수들을 {\displaystyle p}로 나눴을 때 나오는 나머지는 모두 다르다.
  - 증명 : 귀류법으로, 두 수 {\displaystyle ia}와 {\displaystyle ja}가 존재해서 그 나머지가 같다고 하자({\displaystyle 0<i<j<p}인 정수). 그렇다면 그 두 수의 차 {\displaystyle (j-i)a}는 {\displaystyle p}로 나누어질 것이다. 그러나 {\displaystyle 0<j-i<p}이므로 {\displaystyle j-i}는 {\displaystyle p}의 배수가 아니며, 문제의 가정에 따라 {\displaystyle a}는 {\displaystyle p}와 서로소이다.
  - 따라서 같은 나머지를 가지는 수가 없으므로, {\displaystyle p-1}개의 수는 모두 그 나머지가 다르다.
2. 또 {\displaystyle 0<i<p}인 {\displaystyle i}에 대해 {\displaystyle ia} 역시 {\displaystyle p}의 배수가 아니다. 이에 대한 증명은 위와 같으므로 생략한다.
3. 이제 집합
{\displaystyle A=\left\{x|x=ia,\;i\in B\right\}}
를 정의하자. 이는 첫 번째에 가정한 {\displaystyle p-1}개의 수들의 집합이다. 여기서 집합
{\displaystyle B=\{1,\ 2,\ \cdots \ ,\ p-1\}}
인데, {\displaystyle p}와 서로소인 수를 {\displaystyle p}로 나눌 때 생기는 모든 나머지들의 집합이다. 처음에 했던 증명에 의해, {\displaystyle A}와 {\displaystyle B}의 크기는 같다.
4. 따라서,
{\displaystyle a\times 2a\times 3a\times \cdots \times (p-1)a\equiv 1\times 2\times \cdots \times (p-1)\not \equiv 0{\pmod {p}}}
이다. 양변을 {\displaystyle (p-1)!}로 나누면,
{\displaystyle a^{p-1}\equiv 1{\pmod {p}}}
을 얻는다.

## 일반화

### 오일러 정리
이 정리는 오일러 파이 함수를 이용하여, 소수가 아닌 정수 n에 대해서까지 다음과 같이 일반화할 수 있다. n이 자연수, a가 n과 서로소인 자연수일 때,
{\displaystyle a^{\varphi (n)}\equiv 1{\pmod {n}}}
이 성립한다. 식에서 {\displaystyle \varphi (n)}는 오일러 파이 함수를 나타낸다.

### 유한체론
유한체 이론에서 다항식의 나눗셈에 관련된 결과를 통해 페르마의 소정리를 일반화할 수도 있다.
표수가 {\displaystyle p}인 유한체 {\displaystyle \mathbb {F} _{p^{r}}}에 대하여, 다음 두 명제가 성립한다.
1. 기약 다항식 {\displaystyle g\in \mathbb {F} _{p^{r}}[x]}에 대하여, {\displaystyle g\mid x^{p^{n}}-x}라면 {\displaystyle \deg g\mid n}이다.
2. {\displaystyle k\mid n}인 두 양의 정수 {\displaystyle k,n\in \mathbb {Z} ^{+}}에 대하여, {\displaystyle C(p,k)}를 {\displaystyle g\mid x^{p^{n}}-x}인 k차 기약 다항식 {\displaystyle g\in \mathbb {F} _{p^{r}}[x]}들의 수라고 하자. 그렇다면

{\displaystyle \sum _{j\mid k}jC(p,j)=p^{k}}
이다.
여기서, 뫼비우스 반전 공식에 따라 C(p, k)를 얻는 일반적인 공식을 구하면 다음과 같다.
{\displaystyle C(p,k)={\frac {1}{k}}\sum _{j\mid k}\mu (j)p^{k/j}}
여기서 {\displaystyle \mu (j)}는 뫼비우스 함수이다.

## 같이 보기
- 프로베니우스 사상
- 모듈러 역원

## 참고 문헌
1. ↑  Joseph A. Gallian (2006), Contemporary Abstract Algebra, Houghton Mifflin Company(Boston, New York), p.388.

- Golomb, Solomon W. (1956년 12월). “Combinatorial proof of Fermat’s “little” theorem”. 《The American Mathematical Monthly》 (영어) 63 (10): 718–718. doi:10.2307/2309563. JSTOR 2309563.
- Alkauskas, Giedrius (2009년 4월). “A curious proof of Fermat’s little theorem”. 《The American Mathematical Monthly》 (영어) 116 (4): 362–364. arXiv:0801.0805. Bibcode:2008arXiv0801.0805A. JSTOR 40391097.